# Zavarivanje MIG postupkom
Zavarivanje MIG postupkom (engl. Metal Inert Gas), MIG postupak zavarivanja ili elektrolučno zavarivanje taljivom žicom u zaštiti neutralnog plina (engl. Gas Metal Arc Welding – GMAW) je vrsta elektrolučnog zavarivanja. To je poluautomatski ili automatski postupak zavarivanja, koji koristi stalno dovođenje gole žice kao elektrode za zavarivanje, a zaštićen je s inertnom (neutralnom) ili poluinertnom mješavinom zaštitnih plinova (obično argon), da zaštiti zavareni spoj od zagađenja. Postupak je brži od ručnog elektrolučnog zavarivanja. Elektroda je ujedno i dodatni materijal, koji je obično istorodan s osnovnim materijalom koji se zavaruje.
Zavarivanje se obavlja ručnim vođenjem plamenika (djelomično automatiziranog) ili mehaniziranog (vođenje plamenika kolicima) ili automatskog, također s prilagodljivim aparatom za zavarivanje. Pogodan je za zavarivanje metala (slično kao i zavarivanje TIG postupkom) debljine do nekoliko milimetara, ovisno o vrsti materijala. Prvenstveno se koristi za zavarivanje tračnih vozila (aluminijske legure), plovila, posuda za prehrambenu industriju (NiCr, Al), cijevi (NiCr, Al), nehrđajući čelik, za navarivanje sjedišta ventila i drugo. Zavarivanje MIG postupkom ima prednost pred zavarivanjem TIG postupkom sa stajališta ekonomičnosti (više kilograma zavarenog materijala na sat).

## Gorionik kod MIG/MAG postupka
Pištolj za MIG/MAG zavarivanje osigurava dovođenje struje zavarivanja, zaštitnoga plina te dodatnoga materijala do mjesta zavarivanja. Njegov vrh se nalazi u samoj blizini električnoga luka, što znači da je konstantno izložen vrlo velikim toplinskim i mehaničkim naprezanjima. Za struje zavarivanja 150 – 500 A proizvode se pištolji bez posebnoga hlađenja dok se za struje 250 – 600 A proizvode i pištolji hlađeni vodom. Glavni dio pištolja je njegovo kućište koje je napravljeno od toplinski otporne plastike. Povezano je s krajem polikabela. Ostali dijelovi koji čine pištolj su okidač, vrat pištolja, vodilica žice, kontaktna cjevčica, raspršivač plina te plinska sapnica. U većini situacija prije samoga zavarivanja potrebno je odabrati odgovarajući pištolj koji će zadovoljiti razinu udobnosti potrebnu zavarivaču i istovremeno ispuniti zahtjeve trošenja nametnutih uvjetima zavarivanja. Struja zavarivanja kojom se radi primarni je kriterij odabira veličine pištolja, a još u obzir dolazi izdržljivost pištolja u uvjetima koje postavlja električni luk zavarivanja. Dok se pištolji hlađeni zrakom više preporučuju zbog jednostavnosti, oni hlađeni vodom su kompaktniji. Pištolji mogu imati ravne ili zakrivljene sapnice, a opet je na operateru izbor koju će odabrati, u ovisnosti o uvjetima u kojima će se zavarivati.

## Prednosti i nedostaci
Prednosti zavarivanja MIG postupkom su: razvijen dovoljno širok spektar dodatnih materijala za zavarivanje, manja cijena opreme za zavarivanje (uređaja za zavarivanje) u odnosu na zavarivanje TIG postupkom; pogodan za pojedinačnu i masovnu proizvodnju, te reparaturna zavarivanja, mogućnost zavarivanja u svim položajima zavarivanja, pogodan za automatizaciju i robotizaciju, daleko veća učinkovitost (kilograma položenog materijala na sat) u odnosu na zavarivanje TIG postupkom, čista površina metala položenog zavara (bez troske), smanjenje iskrivljenja konstrukcije.
Nedostaci su: kvaliteta zavara još uvijek ovisi o vještini zavarivača (čovjeka) kod poluautomatskog zavarivanja, vrijeme za izobrazbu dobrog zavarivača je kraće nego kod zavarivanja TIG postupkom (iako je praksa da MIG zavarivači prvo nauče ručno elektrolučno zavarivanje), kvaliteta zavarenog spoja je slabija u odnosu na kvalitetu zavarivanja TIG postupkom (kako s estetskog stajališta, tako i sa stajališta grešaka u zavarenom spoju i mehaničkih svojstava zavarenog spoja), dolazi do jakog bljeskanja pri zavarivanju, pri zavarivanju se oslobađaju plinovi (potrebna dobra ventilacija prostora),  dugotrajni rad može ostaviti štetne posljedice na zdravlju zavarivača (reuma, oštećenja dišnog sustava).

## Način rada
Električni luk se uspostavlja kratkim spojem (kresanjem) između žice za zavarivanje i radnog komada, tj. priključaka na polove električne struje ili izmjenične struje. Nakon toga sljedi ravnomjerno dodavanje žice za zavarivanje u električni luk (elektromotor, valjci za ravnanje i povlačenje ili potiskivanje žice), te taljenje žice i stvaranje zavarenog spoja.
Glavni parametri kod MIG zavarivanja su:
- napon zavarivanja (U), koji se tijekom zavarivanja približno kreće od 16 do 26 V;
- jakost struje zavarivanja (I), koja se pri zavarivanju kreće ovisno o promjeru žice za zavarivanje (približne vrijednosti od 80 do 180 A);
- brzina zavarivanja se kreće ovisno o primijenjenoj tehnici zavarivanja (povlačenje ili njihanje), promjeru žice za zavarivanje i parametrima zavarivanja približno od 2 do 4 mm/s.

### Zaštitni plin
Zaštitni plin se koristi kod elektrolučnog zavarivanja kod postupaka: zavarivanje TIG postupkom, zavarivanje MIG postupkom i zavarivanje MAG postupkom. Zaštitni plin kod ovih postupaka bitno određuje kvalitetu zavara. U počecima uvođenja postupka zavarivanja u atmosferi zaštitnog plina uobičajeno je bilo svega nekoliko pojedinačnih plinova, na primjer kod zavarivanja MIG postupkom čisti argon, a kod zavarivanja MAG postupkom čisti ugljikov dioksid. Danas prevladavaju mješavine plinova. U međuvremenu je količina standardiziranih plinskih mješavina znatno povećana, jer se kao dijelovi u mješavini ne primjenjuju samo argon i CO2, već također i kisik, helij, vodik i dušik. Podjela različitih zaštitnih plinova dana je u europskom standardu EN „Zaštitni plinovi za elektrolučno zavarivanje i rezanje“.

## Zavarivanje MAG postupkom
Zavarivanje MAG postupkom (engl. Metal Active Gas) ili MAG postupak zavarivanja je vrsta elektrolučnog zavarivanja taljenjem u aktivnom zaštitnom plinu (obično ugljikov dioksid CO2) ili u plinskoj smjesi (argon + ugljikov dioksid, argon + ugljikov dioksid + kisik) taljivom elektrodom u obliku gole žice, slično zavarivanju MIG postupkom. Ovaj postupak zavarivanja izvodi se u svim položajima. Zavarivanje kratkim električnim lukom (engl. short arc) daje najmanji unos energije u zavareni spoj, tako da je postupak pogodan za zavarivanje tankih limova. Kada je poželjan lijep izgled zavara, a istodobno i dobra zavarljivost, zavarivanje MAG postupkom se izvodi u plinskoj smjesi s približno 80% argona i 20% CO2. Impulsno zavarivanje se izvodi u svim položajima bez raspskavanja kapljica.
Zavarivanje MAG postupkom ima široke mogućnosti primjene: kod proizvodnih zavarivanja, navarivanja i reparaturnog zavarivanja većine metalnih materijala. Ima prednost pred ručnim elektrolučnim zavarivanjem (REL) sa stajališta ekonomičnosti (više kilograma položenog materijala na sat, veća intermitencija pogona – nema zastoja za izmjenu elektroda kao kod REL postupka, manje čišćenje zavara). Primjenjuje se za zavarivanje limova i cijevi debljine od 1 mm obično do debljine 20 mm (u nekim slučajevima i daleko iznad tih debljina, kada je ekonomski i tehnološki opravdana primjena MAG postupka. Kod većih debljina osnovnog materijala i veće duljine zavararenih spojeva ekonomičnije je koristiti zavarivanje pod praškom (EPP) ili zavarivanje pod troskom - EPT (samostalno ili u kombinaciji sa
MAG ili REL postupkom, napr. za provarivanje korijena). MAG postupak je izvorno poluautomatski postupak, ali se vrlo često koristi kao automatski i robotizirani postupak zavarivanja. Značajan je udio robota za MAG zavarivanje u automobilskoj industriji.
Postoji moderna varijanta MAG postupka tzv. TIME postupak gdje su vrijednosti napona, struje i brzine zavarivanja (ali i promjera žice za zavarivanje) značajno veće u odnosu na klasični MAG. Tako su napr. za žicu promjera 2,5 mm registrirane srednje vrijednosti parametara zavarivanja: U = 40 V, I = 420 A.